# Беджа (вилайет)
Бе́джа (Бейя, араб. ولاية باجة‎) — вилайет на севере Туниса.
- Административный центр — город Беджа.
- Площадь — 3558 км², население — 303 200 человек (2007 год).

## География
На северо-востоке граничит с вилайетом Бизерта, на востоке с вилайетами Махдия и Загван, на юге с вилайетом Сильяна, на западе с вилайетом Джендуба. На севере омывается водами Средиземного моря.

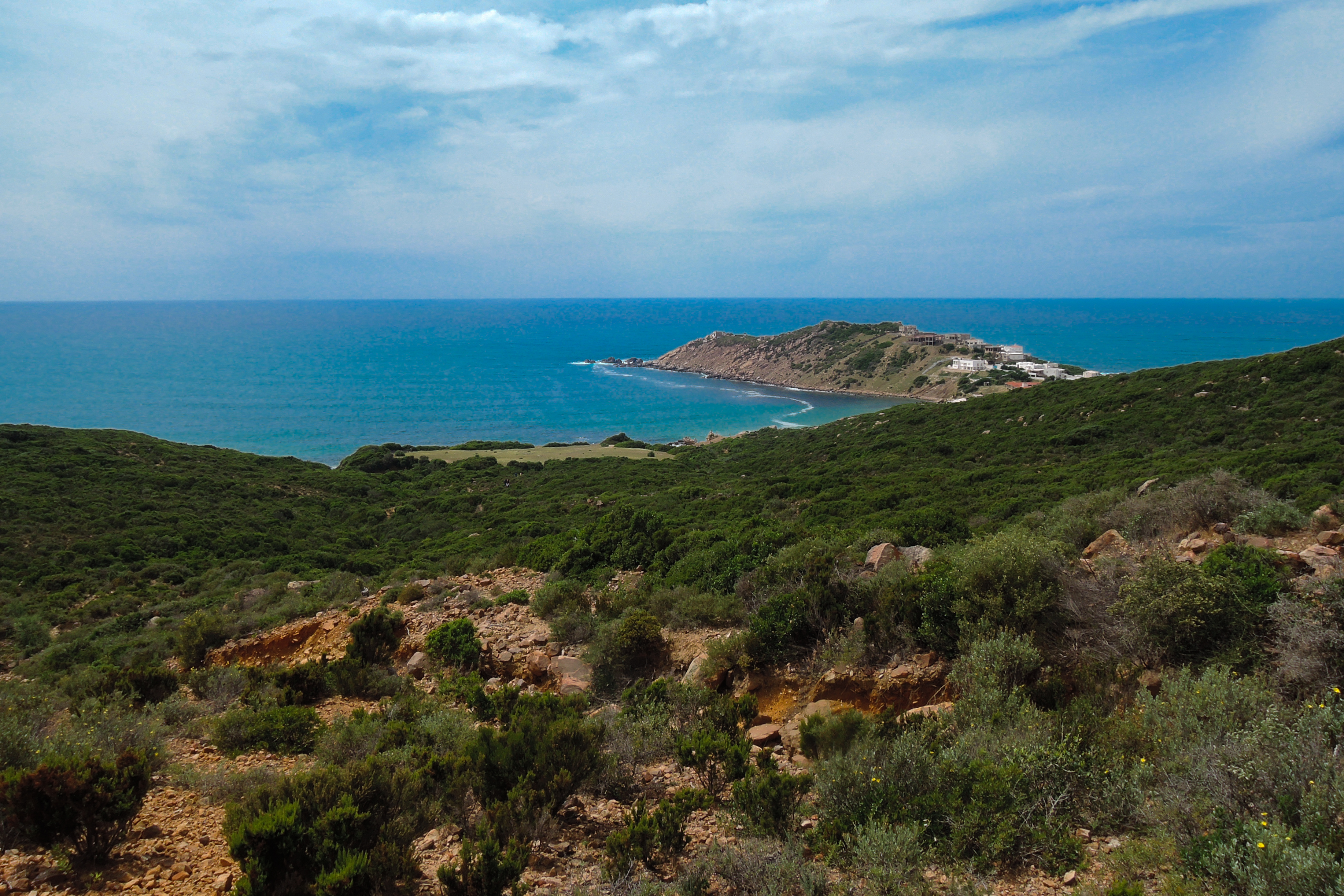
Мыс Негро

## Административное деление
Вилайет Беджа делится на 9 округов:
- Амдун (Amdoun)
- Северная Беджа (Béja Nord)
- Южная Беджа (Béja Sud)
- Губеллат (Goubellat)
- Меджез-эль-Баб (Medjez el-Bab)
- Нефза (Nefza)
- Тебурсук (Téboursouk)
- Тестур (Testour)
- Тибар (Thibar)